# Adolf de la Mark
Adolf de la Mark (altres ortografies van der Mark, von der Mar(c)k), (±1288-1344) príncep-bisbe del Principat de Lieja de 1313 fins a la seva mort.

## Jovinesa

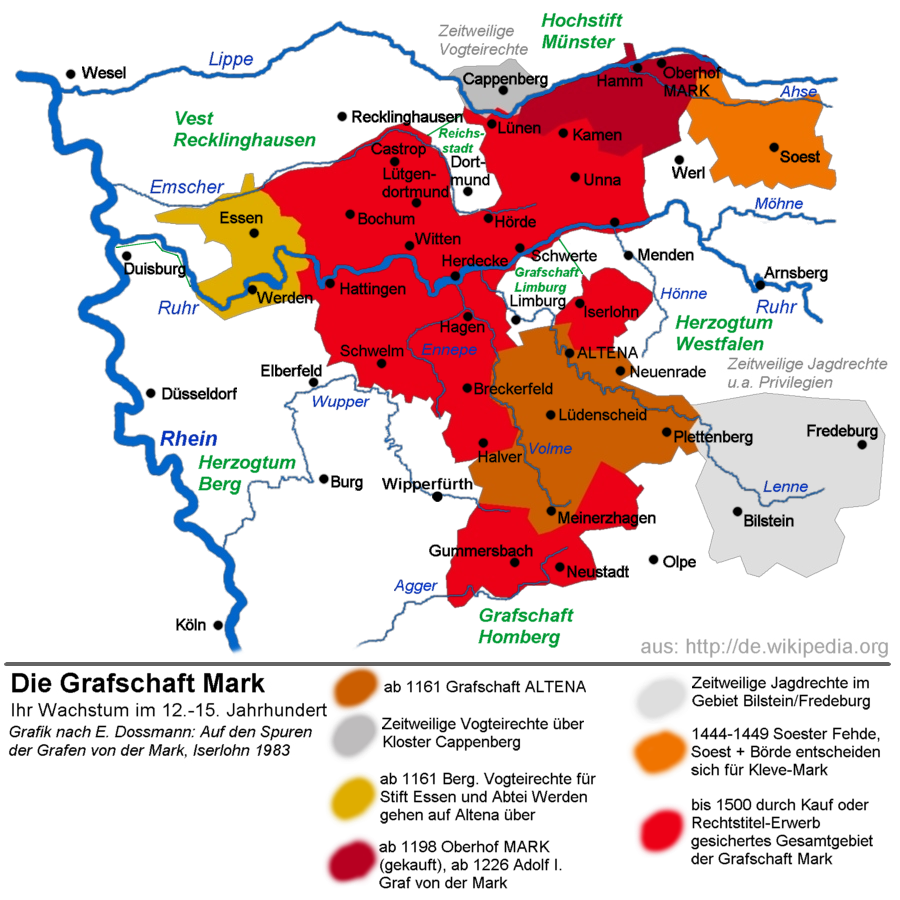
Comtat de la Mark

Sort de la nissaga dels comtes de la Mark. Era el segon fill d'Erard II de la Mark i d'Imgard de Berg, el veí occidental. Com de costum, per lui només quedava la carrera eclesiàstica, com que la successió al comtat era reservat al primogènit. Ja de jove va col·lectar prebendes, a Münster, al prebostat de Sant Severí a Colònia que li garantiren ingressos respectables. El 1300 va ser promogut prebost de la col·legiata de Sant Martí de Worms. El 1310 va esdevenir canonge del capítol de Colònia. El 1313 partí estudiar a la universitat d'Orleans.

## Investidura
A la mort de Teobald de Bar el capítol de Sant Lambert va elegir el prebost Arnold de Blankenheim, però la noblesa no va reconèixer aquesta elecció i va proposar Arnold de Loon. Al mig del conflicte entre els estaments el papa Climent V va nominar el 4 d'abril de 1313 Adolf, recomanat pel rei de França, Felip IV. Com que la seu d'emperador del Sacre Imperi Romanogermànic era vacant, el papa també va atorgar la regalia. Per accelerar el procediment, Guillem Madagot, cardenal de Palestrina va acordar els ordes menors i majors per tal que fou consagrat sacerdot del 9 de juny següent. L'endemà, el cardenal de Frascati va consagrar-lo bisbe a l'edat de 25 anys. Segons l'historiador Kupper, la ciutat va veure l'entrada al seu territori del «príncep el més bel·licós i autoritari d'aquest segle».

## Un episcopat conflictiu
Els seus procuradors van ocupar el principat des del juliol següent. Ell mateix va arribar el 26 de desembre, en una processó solemne. Influenciat pel seu protector Felip IV, va conduir una política absolutista i quan era necessari la defensava amb mitjans militars. Sense mercè va arrossegar el país de Lieja en un decenni de conflictes i rebel·lió, fins que el maig de 1315 va haver de fugir la ira del seu poble i cercar asil al ducat de Brabant. El seu exili va durar fins al 13 de juny de 1316 quan va concedir a concloure la Pau de Fexhe amb els tres estaments. Aquest tractat organitza un repartiment dels poders, una llibertat individual, una limitació de l'absolutisme i una justícia més imparcial a tots els ciutadans.
Com que l'administració bisbal ni el príncep no van respectar les condicions del tractat, els estats generals del 10 d'agost de 1324 li van llevar el dret de jutjar a tot el territori del principat de Lieja, concorde amb els estatuts de la pau de Fexhe. Setze delegats dels estaments i quatre funcionaris bisbals van redactar la famosa lletra dels XX amb les condicions per a governar el país i per a evitar que el príncep pogués tornar a abusar el seu poder. Adolf va refusar aquesta proposició i va haver de fugir altre cop el 24 de desembre següent, aquesta vegada cap a Huy. Va sortir Huy fora de la lliga de les Bones Viles i va declarar penes canòniques severes: l'interdicte (interdicció de celebrar els oficis religiosos catòlics) a tota la ciutat i excomuniò dels jutges, canonges i mestres dels gremis d'artesans.
Van seguir una era de batalles i revoltes, de treves pactades i de tractats trencats. El 1326, el papa Joan XXII va emetre l'abat de l'Abadia de Sant Nicaise, prop de Reims, per a mitjançar, però la temptativa va romandre infructuosa. El 25 de setembre de 1328 va tenir lloc la batalla d'Hoeselt a la qual l'exèrcit bisbal, aliat amb els nobles dels comtats d'Haspengouw, la Mark, Jülich, Gueldre i Berg va infligir una desfeta humiliant a les milícies de Lieja i de les Bones Viles. El conflicte va conduir cap a la Pau de Wihogne el 4 d'octubre de 1328. Aquest tracta va reinstaurar l'oligarquia d'antany i no responia gaire a les aspiracions del tercer estat i dels petits. Des d'aleshores, la ciutat estava governada per un consell constituït dels dos burgmestres, del jurats bisbals i de 24 consellers, 12 dels oficis grans i 12 dels oficis petits. La ciutat està també condemnada a indemnitzar el príncep amb 32000 tournois i el país de Lieja amb 25.000. Després de set anys d'exili, el 26 d'abril de 1332 Adolf va tornar per primera vegada a la capital del seu principat en una nova processó solemne, acompanyat de Joan el Cec i de Raúl de Brienne que fastuosament va baixar el carrer Pierreuse cap al palau de Lieja.
Poc abans, després de la mort de l'arquebisbe de Colònia el 6 de gener de 1332, Adolf, sostingut altra vegada per a Felip IV de França, va postuar en va la seu vacant, Joan XXII va preferir Walram de Jülich. Al mateix nom, el seu nebot (i successor) va esdevenir prebost al capítol de Sant Lambert.
Durant el seu regne va reformar unes regles de la justícia eclesiàstica de la seva diòcesi, tot i preferir les campanyes militars amb el seu amic Felip IV. No va ocupar-se gaire de la gestió quotidiana que deixà a les mans del coadjutor, dels vicaris i de l'administració bisbal. A l'inici de la guerra dels Cent Anys va aliar-se amb el rei de França i va participar amb ell a les negociacions de pau a Esplechin el 1340. Per a obtenir el suport del duc de Brabant, Joan III, que era al camp del rei d'Anglaterra, va acceptar la creació del Jutjat dels XXII, un tribunal independent que havia d'ocupar-se dels errors i abusos de l'administració bisbal, el que, una vegada més, va minvar el seu poder. La seva jurisdicció era embolicada: com a príncep i bisbe era competent per a les coses civils i eclesiàstics dins del seu principat. La diòcesi de Lieja, a la qual només tenia la jurisdicció eclesiàstica, cobria un territori molt més extens i grans trossos de Brabant i de Guelre, fins a l'estuari del Mosa. D'aquesta situació complicada sortien tota una sèrie de conflictes d'interessos. Poc abans de morir va dissoldre aquest tribunal que Joan d'Arkel va tornar a instaurar el 1373.
El 3 de novembre de 1344, Adolf va morir al castell de Clermont i va ser sebollit a la catedral de Sant Lambert. El seu nebot Engelbert va heretar el principat molt endeutat.